# 베스트 오브 유스
베스트 오브 유스(La Meglio Gioventu, The Best Of Youth)는 이탈리아에서 제작된 마르코 튤리오 지오르데이너 감독의 2003년 드라마 영화이다. 루이지 로 카시오 등이 주연으로 출연하였고 도나텔라 보티 등이 제작에 참여하였다.

## 출연

### 주연
- 루이지 로 카시오
- 아레시오 보니

### 조연
- 아드리아나 아스티
- 소니아 버가마스코
- 파브리지오 기푸니
- 마야 산사
- 리디아 비테일
- 클라우디오 자이어

## 제작진
- Line PD: 지안프랑코 바바갈로
- 미술: 프랑코 세라올로
- 의상: 엘리자베터 몬탈도

## 같이 보기
- 상영 시간순 영화 목록